# Roncus peramae
Roncus peramae är en spindeldjursart som beskrevs av Helversen 1969. Roncus peramae ingår i släktet Roncus och familjen helplåtklokrypare. Inga underarter finns listade i Catalogue of Life.